# Перкі-Карпе
Перкі-Карпе (пол. Perki-Karpie) — село в Польщі, у гміні Соколи Високомазовецького повіту Підляського воєводства.
Населення — 48 осіб (2011).
У 1975-1998 роках село належало до Ломжинського воєводства.

## Демографія
Демографічна структура станом на 31 березня 2011 року:
|          | Загалом | Допрацездатний вік | Працездатний вік | Постпрацездатний вік |
| -------- | ------- | ------------------ | ---------------- | -------------------- |
| Чоловіки | 25      | 5                  | 15               | 5                    |
| Жінки    | 23      | 6                  | 12               | 5                    |
| Разом    | 48      | 11                 | 27               | 10                   |